# Louarsab II
Louarsab II (en géorgien : ლუარსაბ II ; 1595-1622) est un roi de  Karthli de la dynastie des Bagratides ayant régné de 1606 à 1615.

## Biographie
Louarsab II monte sur le trône après la mort de son père Georges X de Karthli et reçoit l’investiture de Chah Abbas Ier de Perse lui-même en 1606.
C’est à cette époque qu’apparaît Georges Saakadzé Mouravi (gouverneur) de Tiflis, de basse noblesse mais qui voit sa faveur grandir auprès du souverain. En 1609, sur l’avis de son favori le « Grand Mouravi », Louarsab extermine à Tashiskari une armée de Tatars de Crimée commandée par Djelal Pacha, qui venait renforcer les forces de l’Empire ottoman après la reprise de Bagdad par les Perses. L’année suivante, il se rend pour un hommage à la cour séfévide et reçoit Tiflis, sa capitale, des mains de Chah Abbas Ier.
En 1610, Louarsab II épouse Macrina, la sœur de Georges Saakadzé ; cette union avec une épouse de petite noblesse mécontente l’aristocratie, qui craint l’ascendance prise par la famille du favori, qu’elle méprise du fait de son origine sociale. Une conspiration est organisée contre Georges Saakadzé, qui s’enfuit en Perse, où il devient musulman. Le mariage du roi avec une roturière est déclaré nul et Louarsab II est obligé d’épouser la fille du prince de Mingrélie.
À partir de cette époque, le roi demeure sous l’influence de la haute noblesse, particulièrement de Shadiman Baratashvili. En 1613, après le mariage du roi Teimouraz Ier de Kakhétie avec Khorecham, la sœur de Louarsab II, les relations entre le Karthli et la Perse se tendent. Chah Abbas Ier craint en effet le rapprochement entre les deux royaumes géorgiens dont il se plaisait à attiser les antagonismes.
Au début de 1614, Chah Abbas Ier organise une invasion de la Géorgie orientale. Teimouraz Ier et Louarsab II refusent de se soumettre et se réfugient en Iméréthie, d’où ils continuent la résistance.
L’année suivante, Louarsab II est capturé pendant des négociations et déporté en Iran. Emprisonné dans un premier temps à Astrabad, il refuse de se convertir à l’islam et est enfermé dans la forteresse de Shiraz à partir 1619. Il est étranglé  sur ordre du Chah avec une corde d’arc le 21 juin 1622. Louarsab II est considéré comme un martyr de la foi que l'Église orthodoxe géorgienne fête le 21 juin, date anniversaire de sa mort.
Chah Abbas Ier a donné en 1615 le trône de Karthli au prince géorgien islamisé Bagrat Khan, lui-même fils du renégat Daud Khan.

## Sources
- Cyrille Toumanoff, Les dynasties de la Caucasie chrétienne de l'Antiquité jusqu'au XIXe siècle : Tables généalogiques et chronologiques, Rome, 1990, p. 142-143 et 526.
- Marie-Félicité Brosset, Histoire de la Géorgie. Livraison II : Histoire moderne de la Géorgie, réédition Adamant Media Corporation  (ISBN 0543944808), p. 44-51.
- Alexandre Manvélichvili, Histoire de la Géorgie, Nouvelles Éditions de la Toison d'Or, Paris, 1951, p. 286-287.